# 28450 Saravolz
28450 Saravolz è un asteroide della fascia principale. Scoperto nel 2000, presenta un'orbita caratterizzata da un semiasse maggiore pari a 2,2369034 UA e da un'eccentricità di 0,0958820, inclinata di 4,29360° rispetto all'eclittica.